# 徐永珠
徐永珠（韓語：서영주，1934年7月9日—2005年8月29日），韩国男子田径运动员。他曾获得1958年亚洲运动会男子跳远金牌。他也曾参加1956年夏季奥运会和1960年夏季奥运会。